# Théorie du tout
Cet article concerne la théorie du tout en physique. Pour son acception en philosophie, voir Théorie du tout (philosophie).

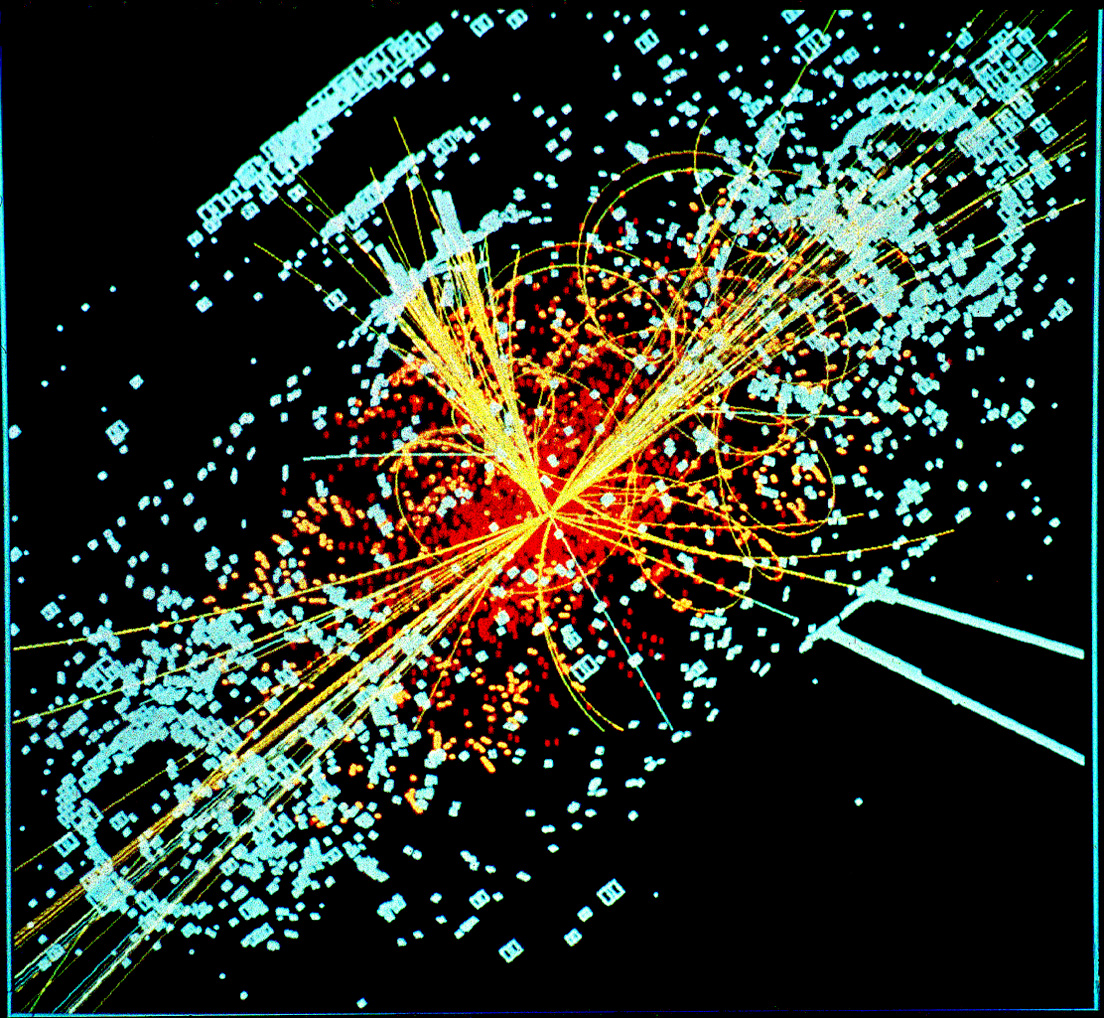
Un événement simulé dans le détecteur de particules du Grand collisionneur de hadrons du CERN.

La théorie du tout est une théorie physique susceptible de décrire de manière cohérente et unifiée l'ensemble des interactions fondamentales. Une telle théorie n'a pas été découverte à l'heure actuelle, principalement en raison de l'impossibilité de trouver une description de la gravitation qui soit compatible avec le modèle standard de la physique des particules, qui est le cadre théorique utilisé pour la description des trois autres interactions connues (électromagnétisme, interaction faible et interaction forte).
L'unification théorique des quatre interactions fondamentales régissant la physique dans son ensemble porte aussi le nom de superforce.

## Historique
La physique dans son ensemble procède d'une démarche unificatrice, cherchant à développer des théories susceptibles d'offrir la description d'un nombre croissant de phénomènes physiques. Elle cherche en particulier à développer une théorie cohérente qui décrive l'ensemble des interactions fondamentales.

### L'interaction gravitationnelle
Historiquement, la première unification effective en termes de théorie moderne a été réalisée par Newton en 1687, dont la théorie de la gravitation universelle expliquait à la fois la chute des corps sur Terre et le mouvement des planètes autour du Soleil. Il a synthétisé les travaux de Galilée sur la chute des corps (1632) et de Kepler sur les mouvements célestes (1619). Après Newton, il restait des divergences avec Leibniz, auxquelles Bošković s'attaqua.
À la suite de sa publication sur la relativité générale en 1915, Albert Einstein a consacré les trente-cinq dernières années de sa vie à tenter d'unifier les interactions gravitationnelle et électromagnétique.

### L'interaction électromagnétique
Dans la deuxième moitié du XIXe siècle, James Clerk Maxwell aborda et proposa finalement, en 1873, le cadre unifié permettant de décrire les phénomènes électriques et magnétiques : l'électromagnétisme. Il s'agit d'une synthèse des travaux d'optique ondulatoire de Fresnel (1821) et d'Œrsted, Ampère et Faraday (1820) découlant de la théorie de Coulomb (1785). En 1931, Dirac prédit l'existence de monopôles magnétiques sans lesquels la symétrie entre le magnétisme et l'électricité est incomplète.

### L'interaction électrofaible
Au début du XXe siècle, la découverte de la mécanique quantique permit de proposer une description microscopique cohérente d'à peu près tous les phénomènes décrits par la physique statistique. Après la découverte de l'interaction faible et de l'interaction forte, de nombreuses tentatives furent faites pour en proposer une description unifiée avec la version quantique de l'électromagnétisme, l'électrodynamique quantique. Partant de la théorie de Weinberg, Salam et Glashow décrite en 1967, le projet fut partiellement achevé en 1974 par Howard Georgi avec la découverte de l'interaction électrofaible, unifiant électrodynamique quantique et interaction faible,. 
La convergence de l'interaction faible et électromagnétique est estimée à des énergies proches de 103 GeV et une température de 1016 kelvins. Le consensus actuel est que la théorie électrofaible a été testée avec succès. Néanmoins, la mise en évidence expérimentale du boson de Higgs, de masse estimée à 150 GeV/c2, demeure essentielle pour le valider. Or, le boson de Higgs a été découvert en juillet 2012 autour d'une masse de 126 GeV/c2, grâce au Grand collisionneur de hadrons. 
En 2007, Antony Garrett Lisi publie une Théorie du tout exceptionnellement simple en réunissant l'interaction électrofaible et la gravité pour formuler une force électronucléaire. Cependant, cette théorie est invalidée quelques années plus tard, en 2010, par la publication des théoriciens Distler et Garibaldi d'un article scientifique There is No “Theory of Everything” Inside E8 publié dans la revue Communications in Mathematical Physics.

### L'interaction forte
Traditionnellement, on parle de théorie de Grande Unification pour synthétiser l'interaction électrofaible et forte. Les constantes de couplage des interactions électrofaible et nucléaire forte semblent converger vers la même valeur à des énergies voisines de 1015 GeV et une température de 1028 K. La théorie de la grande unification (GUT, pour Grand Unified Theory) prédit qu'un proton a une durée de vie limitée : sa probabilité de se désintégrer pendant une année d'observation est estimée à 10-32.
Dans la gravité quantique, qui s'exerce au niveau des atomes, la force gravitationnelle entre un électron et un proton est 1040 fois plus faible que la force électromagnétique qui s'exerce entre deux particules : une particule atteignant la masse de Planck d'environ 20 µg avec un rayon ayant la longueur de Planck de 10−35 m serait ainsi la plus petite longueur ayant un sens physique.

### Supergravité
Les théoriciens de la théorie du tout estiment que les intensités caractéristiques des quatre interactions fondamentales doivent se rejoindre à une énergie voisine de 1019 GeV, ce qui correspond à des distances de l'ordre de 10−25 m et une température de 1032 K. Cette superforce gravitationnelle serait liée aux particules élémentaires telles que le graviton et le tachyon.

### Théorie M
Pour un article plus général, voir théorie M.

## Problématique
Le problème principal est l'unification de la mécanique quantique et la théorie de la relativité générale, qui décrivent respectivement les phénomènes au niveau microscopique et au niveau macroscopique. Le terme gravité quantique décrit les théories qui réunissent ces deux théories. Mais pour être une théorie complète, la théorie du tout doit, en plus, inclure la description complète des quatre interactions élémentaires. 
Deux propriétés fondamentales n'ont toujours pas été démontrées mathématiquement dans le cas des interactions fortes :
- d'une part, l’existence d'une théorie quantique des champs cohérente (chromodynamique quantique, fondée sur une théorie de Yang-Mills de la couleur)[15] ;
- d'autre part, l'existence d'un écart de masse qui ne permet l'observation des gluons, particules élémentaires de la théorie quantique associée à la théorie de Yang-Mills, que sous forme de combinaisons massives appelées boule de glu (glueball en anglais). Ce problème non résolu est intimement lié à celui du confinement de couleur qui affirme que seuls sont observables les états quantiques de charge de couleur nulle. La difficulté principale de ces deux problèmes est liée au caractère hautement non linéaire de la théorie.

La résolution de ces deux points constitue l'un des problèmes du prix du millénaire.
La théorie M est la candidate la plus prometteuse au titre de théorie du tout. En revanche la gravitation quantique à boucles est uniquement une théorie de la gravité quantique, qu'elle ne cherche pas à décrire de manière unifiée avec les autres interactions.
Le modèle standard décrit correctement la physique microscopique observée en laboratoire, mais n'incorpore pas la gravitation d'une part et, par ailleurs, dans la mesure où son existence serait confirmée, on sait qu'il ne serait pas complet même au niveau microscopique, car il ne dévoilerait pas la matière sombre qui constituerait une majorité de la matière présente dans l'univers.
Entreprise dès la fin des années 1970, la recherche des hypothétiques sparticules est une préoccupation majeure de la physique des particules. Les physiciens comptent sur le collisionneur Grand collisionneur de hadrons (LHC) du CERN qui peut explorer l'échelle d'énergie du téraélectrovolt (1 TeV = 1 000 GeV).

## Une perspective médiatisée
Le concept est particulièrement médiatisé, et fait parfois les gros titres de la presse spécialisée, voire de la presse généraliste. La théorie d'Antony Garrett Lisi, fondée sur le groupe de Lie exceptionnel {\displaystyle E_{8}\,}, a ainsi été fortement traitée par des journaux généralistes alors même qu'elle n'était qu'au stade de prépublication sur arXiv.
Cette théorie a depuis été invalidée du fait qu'elle ne peut pas tenir compte de la dissymétrie chirale de l'interaction électrofaible.

## Controverses et critique du nom
Stanislas Lem inventa l'expression « théorie du tout » pour se moquer des théories d'un savant farfelu apparaissant dans plusieurs de ses romans. À l'origine, l'expression « théorie du tout » est donc ironique, désignant une théorie qui semble exagérément généralisée. À cet égard, l'emploi de la majuscule (même s'il vient de l'anglais, langue employant généreusement les majuscules) est une manière d'insister encore sur cet effet. Dans sa parodie d'article de philosophie des sciences, Alan Sokal fustige l'orgueil des physiciens qui disent écrire une théorie du tout. Ironie du second ordre, puisque Sokal sait que le nom n'est pas celui donné par les découvreurs de la théorie, mais une moquerie à leur égard, comme le fut l'expression « Big Bang ».
Le nom de théorie du tout est quelque peu trompeur, car la connaissance d'une telle théorie (si elle existe) a peu de chances d'être susceptible d'apporter des éclairages nouveaux sur un problème de physique à partir du moment où celui-ci n'est pas directement lié à la structure des interactions fondamentales. Néanmoins, il est possible d'extrapoler le fait qu'elle est à la base de toutes les interactions énergétiques entre les atomes et qu'elle peut, jusqu'à un certain point, représenter, d'une manière probablement très complexe, une grande majorité d'interactions à un niveau d'énergie beaucoup plus faible que celui prédit par la théorie. En considérant que la théorie du tout serait une extrapolation de l'unification des forces électromagnétique et faible, et que l'électromagnétisme est la force qui gouverne le monde électronique, c'est-à-dire, la grande majorité des interactions moléculaires.
John Ellis fut le premier à introduire l'appellation Théorie du tout dans la littérature technique en 1986 dans la revue scientifique Nature.